# Maurice Cammage
Maurice Cammage (12 aprile 1882 – Parigi, 1946) è stato un regista francese.

## Filmografia
- Vive la classe (1932)
- Un beau jour de noces (1932)
- Quand tu nous tiens, amour (1932)
- Par habitude (1932)
- La terreur de la pampa (1932)
- L'ordonnance malgré lui (1932)
- Le coq du régiment (1933)
- Le gros lot (1933)
- Une nuit de folies (1934)
- Les bleus de la marine (1934)
- La caserne en folie (1935)
- Un soir de bombe (1935)
- La mariée du régiment (1936)
- La petite dame du wagon-lit (1936)
- Prête-moi ta femme (1936)
- Les maris de ma femme (1937)
- Une femme qui se partage (1937)
- Mon deputé et sa femme (1937)
- La belle de Montparnasse (1937)
- L'innocent (1938)
- Une de la cavalerie (1938)
- Fuori servizio (1938)
- Il giro del mondo (1939)
- Le chasseur de chez Maxim's (1939)
- Cameriere per signora (Monsieur Hector) (1940)
- Un chapeau de paille d'Italie (1941)
- Guignol, Marionnette De France (1943)
- Une vie de chien (1943)
- L'ennemi sans visage co-regia di Robert-Paul Dagan (1946)